# Micropholcomma
Micropholcomma és un gènere d'aranyes araneomorfes de la família dels anàpids (Anapidae). Fou descrita per primera vegada per Crosby & Bishop l'any 1927.

## Taxonomia
L'any 2017, segons el World Spider Catalog, el gènere Micropholcomma tenia 8 espècie, totes d'Austràlia:
- Micropholcomma bryophilum (Butler, 1932)
- Micropholcomma caeligenum Crosby & Bishop, 1927
- Micropholcomma junee Rix & Harvey, 2010
- Micropholcomma linnaei Rix, 2008
- Micropholcomma longissimum (Butler, 1932)
- Micropholcomma mirum Hickman, 1944
- Micropholcomma parmatum Hickman, 1944
- Micropholcomma turbans Hickman, 1981